# Romulea sladenii
Romulea sladenii är en irisväxtart som beskrevs av M.P.de Vos. Romulea sladenii ingår i släktet Romulea och familjen irisväxter. Inga underarter finns listade i Catalogue of Life.